# 魏积安
魏积安（1956年1月2日—），中国话剧演员、编剧、监制，亦出演过多部小品、电影及电视剧。他是中国戏剧家协会会员、国家一级演员、中国政协委员、共产党员、中国人民解放军总政治部话剧团艺术指导，曾因出演讲述边防战士生活的《天边，有一簇圣火》获梅花奖、白玉兰奖等国家级戏剧奖。
魏积安是山东龙口市人，1974年被新疆军区话剧团录取。由于要放弃胶东土话改说普通话，魏一开始遇到不少阻力。一开始演一些配角、独幕剧，后来在《高山下的花环》中首度演男一号。1991年开始登台央视春节联欢晚会演小品，代表作品有《乡音》、《擦皮鞋》、《男家属》、《柳暗花明》等，家乡话使他广受欢迎。1990年代开始魏亦参演过一些电视剧，包括《商界》、《炊事班的故事》、《如此多娇》、《别拿豆包不当干粮》等。